# جيوفري باين
جيوفري باين (بالإنجليزية: Geoffrey Payne)‏ هو بواق أسترالي، ولد في 1957.

## وصلات خارجية
- جيوفري باين على موقع ميوزك برينز (الإنجليزية)
- جيوفري باين على موقع ديسكوغز (الإنجليزية)